# Cordas et Cannas
Cordas et Cannas è un gruppo musicale italiano formato nel 1978 in Sardegna, nella città di Olbia.

## Storia
Fondato da Francesco Pilu (voce, armonica, launeddas, organetto), Gesuino Deiana (chitarra, voce), Andreinu Marras (violino, organetto) e Bruno Piccinnu (percussioni, voce) nel 1978, il gruppo incide ed esegue musica tradizionale e composizioni proprie in lingua sarda. L'elaborazione è focalizzata sulla rivalutazione dei poetas et cantadores sardi, ed è contaminata da elementi rock e jazz.
Il gruppo ha suonato dal vivo in tutta la penisola italiana e all'estero. Nel 1997 e nel 1999 hanno partecipato al festival Womad istituito da Peter Gabriel. Hanno collaborato inoltre con Paolo Fresu, Antonello Salis
, Gavino Murgia, Marino De Rosas e Andrea Parodi.
Il 28 dicembre 2022 viene annunciata la morte dello storico leader Francesco Pilu.

## Formazione
- Francesco Pilu – voce, armonica a bocca, flauto traverso, launeddas, organetto (dal 1978 al 2022)
- Gesuino Deiana – chitarra, voce (dal 1978 al 2014)
- Andreinu Marras – violino, organetto (dal 1978 al 1989)
- Bruno Piccinnu – percussioni, voce (dal 1978)
- Lorenzo Sabattini – basso elettrico, contrabasso (dal 1989)
- Sandro Piccinnu – batteria (dal 1995)
- Antonio Pitzoi – chitarra (dal 2000 al 2014)
- Gianluca Dessì – chitarra, mandola (dal 2015)
- Alain Pattitoni – chitarra (dal 2015)

## Discografia

### Album in studio
- 1983 – Cantos e musicas de sa Sardigna
- 1985 – Scalmentu
- 1989 – Musicalimba
- 1999 – Fronteras
- 2006 – Ur
- 2018 – Terra Muda

### Album dal vivo
- 1997 – Abba a Bula

### Raccolte
- 2002 – Place of Winds

## Videografia

### Videoclip
- 2017 - Terra muda